# Tàripes
Tàripes (en llatí: Tharypas, en grec antic: Θαρύπας) va ser un rei dels molossos de l'Epir esmentat per Tucídides, i diu que era encara menor d'edat l'any 429 aC. Va regnar des d'aproximadament el 423 aC al 395 aC.
Va ser el pare del rei Àlcetes I, que el va succeir el 395 aC, i hauria estat suposadament el primer a introduir la civilització hel·lènica entre els seus súbdits, segons Pausànias. Plutarc l'anomena Tàrrites (Tharrytas).